# Aurelien Dunis
Aurelien Dunis (18 mei 1979) is een Franse schaker met een FIDE-rating van 2517 in 2016. Hij is, sinds 2003, een internationaal meester.
In augustus 2005 speelde Dunis mee in het Solsones open en eindigde daar met 7 punten uit negen ronden op een gedeelde eerste plaats. 